# Карлес Аленья
Карлес Аленья Кастільйо (ісп. Carles Aleñá Castillo, 5 січня 1998, Матаро, Каталонія) — іспанський футболіст, півзахисник клубу «Хетафе».

## Клубна кар'єра
Карлес є вихованцем знаменитої «Ла Масії». Він був капітаном в командах усіх вікових груп, які пройшов. Взимку 2016 року був переведений в другу команду «Барселони» і зайняв тверде місце в її основному складі. У сезоні 2016/17 молодого гравця стали залучати до тренувань і матчів першої команди. У чемпіонаті Іспанії Карлес дебютував 2 квітня 2017 року матчі проти «Гранади».
Після першої половини сезону 2019/20 Карлес Аленья вирушив у піврічну оренду до іншого іспанського клубу — «Бетіса».
6 січня 2021 року на правах оренди став гравцем «Хетафе» до кінця сезону.
10 липня 2021 року «Хетафе» досягнув домовленості про постійний перехід Аленьї. Карлес підписав контракт з клубом на 5 років. В угоді між сторонами прописана опція зворотного викупу футболіста каталонським клубом. Також, згідно з умовами контракту, «Барселона» отримає 50% від будь-якого майбутнього продажу півзахисника.

## Виступи за збірні
2013 року дебютував у складі юнацької збірної Іспанії (U-16), загалом на юнацькому рівні за команди різних вікових категорій взяв участь у 32 іграх, відзначившись 5 забитими голами.

## Статистика виступів

### Статистика клубних виступів
Станом на 21 грудня 2019
| Сезон                   | Команда                 | Чемпіонат               | Чемпіонат | Чемпіонат | Національний кубок | Національний кубок | Національний кубок | Континентальні кубки | Континентальні кубки | Континентальні кубки | Інші змагання | Інші змагання | Інші змагання | Усього | Усього |
| Сезон                   | Команда                 | Ліга                    | Ігор      | Голів     | Ліга               | Ігор               | Голів              | Ліга                 | Ігор                 | Голів                | Ліга          | Ігор          | Голів         | Ігор   | Голів  |
| ----------------------- | ----------------------- | ----------------------- | --------- | --------- | ------------------ | ------------------ | ------------------ | -------------------- | -------------------- | -------------------- | ------------- | ------------- | ------------- | ------ | ------ |
| 2015–16                 | «Барселона Б»           | СДБ                     | 14        | 1         | -                  | -                  | -                  | -                    | -                    | -                    | -             | -             | -             | 14     | 1      |
| 2016–17                 | «Барселона Б»           | СДБ                     | 23+6      | 3+0       | -                  | -                  | -                  | -                    | -                    | -                    | -             | -             | -             | 29     | 3      |
| 2017–18                 | «Барселона Б»           | СД                      | 38        | 11        | -                  | -                  | -                  | -                    | -                    | -                    | -             | -             | -             | 38     | 11     |
| 2018–19                 | «Барселона Б»           | СДБ                     | 8         | 3         | -                  | -                  | -                  | -                    | -                    | -                    | -             | -             | -             | 8      | 3      |
| Усього за «Барселону Б» | Усього за «Барселону Б» | Усього за «Барселону Б» | 83+6      | 18+0      |                    | -                  | -                  |                      | -                    | -                    |               | -             | -             | 89     | 18     |
| 2016–17                 | «Барселона»             | ПД                      | 3         | 0         | КІ                 | 1                  | 1                  | ЛЧ                   | 0                    | 0                    | СІ            | 0             | 0             | 4      | 1      |
| 2017–18                 | «Барселона»             | ПД                      | 0         | 0         | КІ                 | 3                  | 0                  | ЛЧ                   | 0                    | 0                    | СІ            | 0             | 0             | 3      | 0      |
| 2018–19                 | «Барселона»             | ПД                      | 17        | 2         | КІ                 | 7                  | 0                  | ЛЧ                   | 3                    | 0                    | СІ            | 0             | 0             | 25     | 2      |
| 2019-січ. 2020          | «Барселона»             | ПД                      | 4         | 0         | КІ                 | 0                  | 0                  | ЛЧ                   | 1                    | 0                    | СІ            | 0             | 0             | 5      | 0      |
| Усього за «Барселону»   | Усього за «Барселону»   | Усього за «Барселону»   | 24        | 2         |                    | 11                 | 1                  |                      | 4                    | 0                    |               | -             | -             | 39     | 3      |
| Усього за кар'єру       | Усього за кар'єру       | Усього за кар'єру       | 107       | 20        |                    | 11                 | 1                  |                      | 4                    | 0                    |               | 6             | 0             | 128    | 21     |

## Особисте життя
Батько Карлеса, Франсіско — колишній футболіст. Він також є вихованцем академії «Барселони». Виступав за «Херес», «Леріду» і скромніші команди з нижчих іспанських дивізіонів.

## Титули і досягнення
- Володар Суперкубка Іспанії (1):

«Барселона»: 2018
- Чемпіон Іспанії (1):

«Барселона»: 2018-19